# Claude Debussy
Claude-Achille Debussy (Saint-Germain-en-Laye, 22 de agosto de 1862 — Paris, 25 de março de 1918), foi um músico e compositor francês. É visto por vezes como o primeiro compositor impressionista, embora tenha rejeitado vigorosamente o termo. Esteve entre os compositores mais influentes do final do século XIX e início do século XX. A música inovadora de Debussy agiu como um fenómeno catalisador de diversos movimentos musicais em outros países. Na França, só se aponta Ravel como influenciado, mas só na juventude, não sendo propriamente discípulo. Influenciados foram também Béla Bartók, Luís de Freitas Branco, Heitor Villa-Lobos e outros. Do Prélude à l'après-midi d'un Faune ("Prelúdio ao entardecer de um Fauno"), com que, para Pierre Boulez, começou a Música moderna, até Jeux ("Jogos"), toda a arte de Debussy foi uma lição de inconformismo.
Nascido no seio de uma família de poucos recursos e pouco conhecimento cultural, Debussy mostrou talento musical suficiente para ser admitido aos dez anos de idade na principal faculdade de música da França, o Conservatório de Paris. Começou por estudar piano, mas encontrou a sua vocação na composição inovadora, apesar da desaprovação dos professores conservadores do Conservatório. Levou muitos anos a desenvolver o seu estilo, e só perto dos 40 anos é que alcançou fama internacional em 1902 com a única ópera que completou, Pelléas et Mélisande.
As obras orquestrais de Debussy incluem Prélude à l'après-midi d'un Faune (1894), Nocturnes (1897–1899) e Images (1905–1912). A sua música foi, em grande medida, uma reacção contra Wagner e a tradição musical alemã. Ele considerava a sinfonia clássica obsoleta e tentou encontrar uma alternativa nos seus "esboços sinfónicos", La mer (1903–1905). As suas obras para piano incluem conjuntos de 24 Preludios e 12 Estudos . Ao longo da sua carreira escreveu melodias baseadas numa grande variedade de poesias, inclusive a sua própria. Debussy foi muito influenciado pelo movimento poético simbolista do final do século XIX. Um pequeno número de obras, incluindo La Damoiselle élue e o Le Martyre de saint Sébastien, têm partes importantes para coro. Nos seus últimos anos, concentrou-se na música de câmara, completando três das seis sonatas planeadas para diferentes combinações de instrumentos.
Influenciado, de início, pela música russa e do Extremo Oriente e obras de Chopin, Debussy desenvolveu o seu próprio estilo de harmonia e diversidade orquestral, o qual foi ridicularizado - resistindo, sem sucesso - por grande parte das organizações musicais da época. As suas obras influenciaram fortemente uma ampla gama de compositores, incluindo Béla Bartók, Olivier Messiaen, George Benjamin e o pianista e compositor de jazz Bill Evans. Debussy morreu de cancro, em sua casa, em Paris aos 55 anos, após uma carreira de compositor de pouco mais de 30 anos.

## Vida e morte
A vocação musical do jovem foi descoberta por Mme Fauté de Fleurville, que o preparou para o Conservatório, onde foi admitido em 1873.
Em 1884 recebe o Grande Prêmio de Roma de composição. Viaja para Moscou, com Mme von Meck, protetora de Tchaikovsky, interessando-se pela obra do então desconhecido Mussorgsky, que o influenciará.
Após uma estada na villa Médici, em Roma, retorna a Paris, em 1887, entrando em contato com a vanguarda artística e literária. Frequenta os mardis de Mallarmé (reuniões semanais realizadas às terças-feiras, na casa do poeta simbolista Stéphane Mallarmé). No mesmo ano conhece Brahms, em Viena. Em 1888 ouve, em Bayreuth, Tristão e Isolda, de Wagner, que lhe causa profunda impressão. Em Paris, na exposição de 1889, ouve música do Oriente.
Por volta de 1889, inicia uma relação com Gabrielle Dupont. Os dois viveram juntos durante quase dez anos - Debussy levando uma vida boêmia.

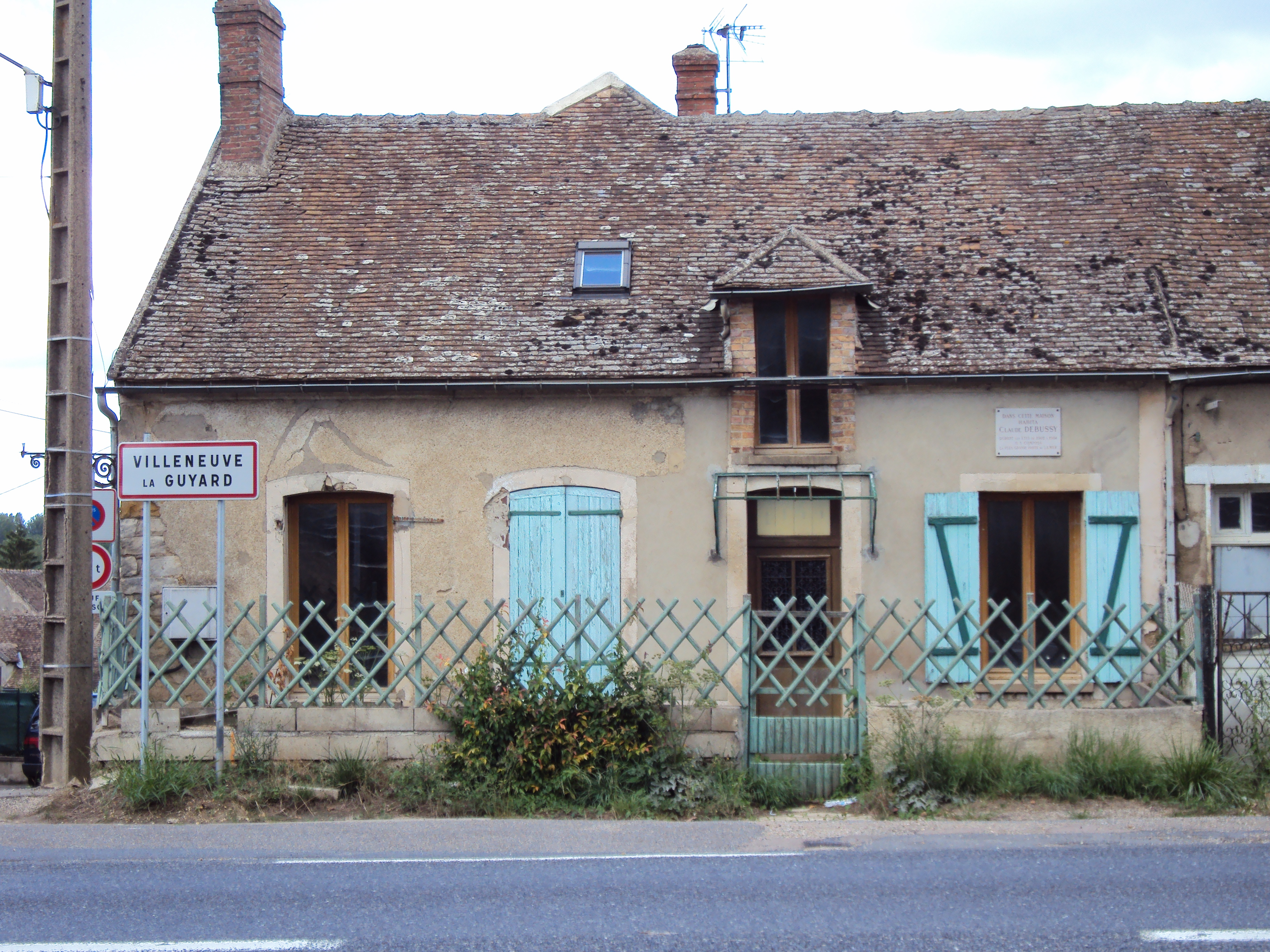
A casa de Bichain, onde Claude Debussy passou os verões de 1902 a 1904

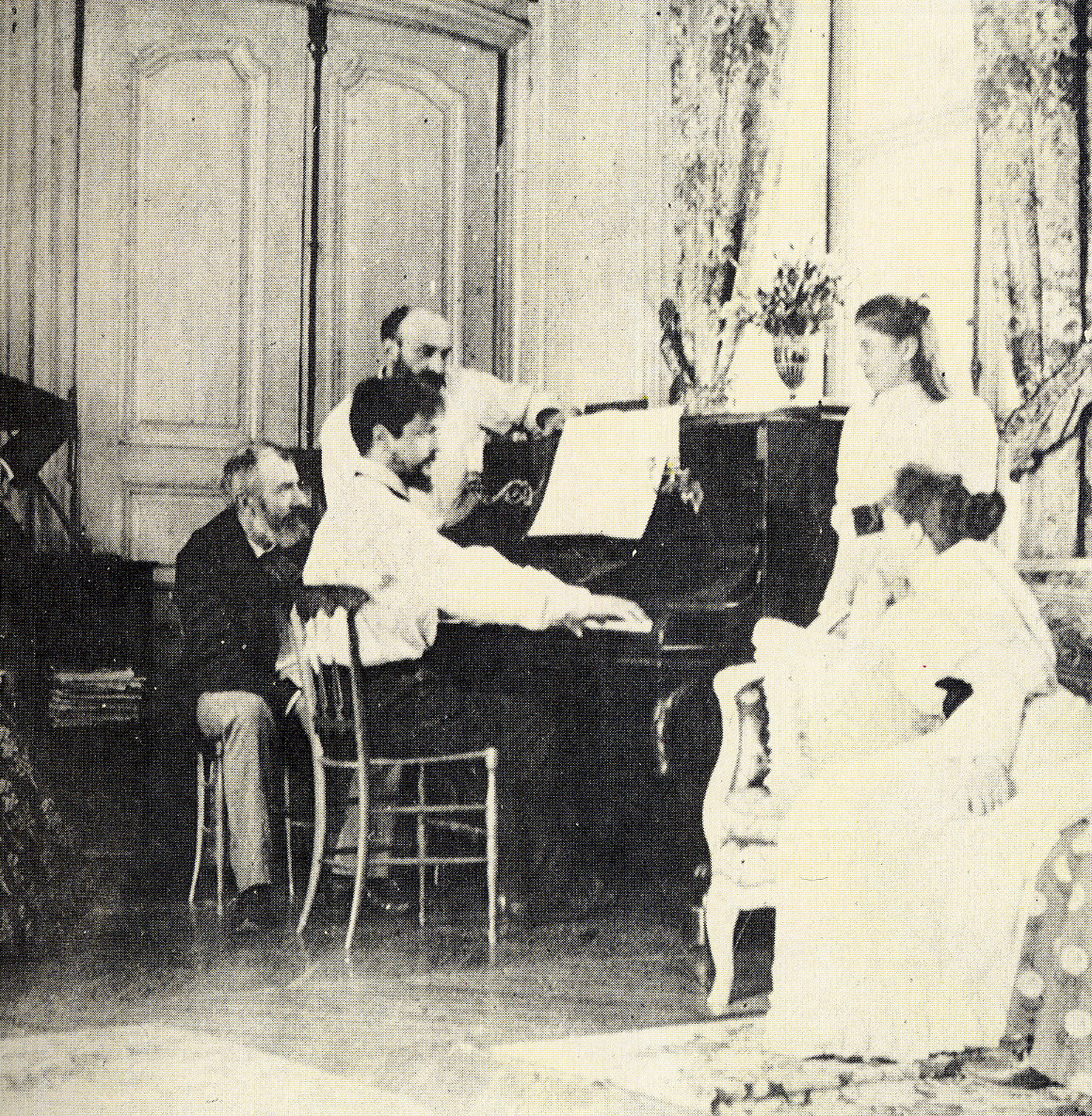
Debussy, no verão de 1893, na casa de seu amigo Ernest Chausson

Debussy se separa de Gabrielle para se casar, em 19 de outubro de 1899 em Paris, com Marie-Rosalie (Lilly) Texier, uma costureira de Bichain, um povoado de Villeneuve-la-Guyard (Yonne), 80 km ao sul de Paris, onde ele passará os verões de 1902 a 1904. Lá, Debussy compõe a maior parte de La mer.
Quatro anos mais tarde, ele encontra Emma Bardac, esposa de um banqueiro e ex-amante de Gabriel Fauré, iniciando com ela uma nova relação sentimental. Deixa, então, Lilly, que, abalada pela separação, tenta se matar com um tiro no peito mas sobrevive. O caso provoca um escândalo, e Debussy é duramente criticado por sua atitude, mesmo pelos amigos mais próximos. De todo modo, ele consegue o divórcio e se casa com Emma em 1908. O casal teve uma filha, Claude-Emma Debussy, apelidada de Chouchou, nascida em 30 de outubro de 1905, a quem ele dedica sua suíte para piano Children's Corner, composta entre 1906 e 1908.

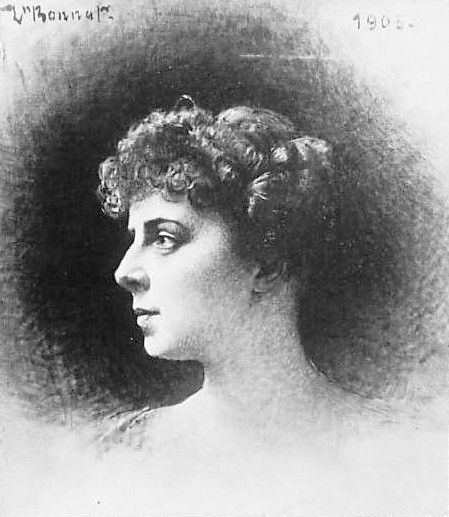
Emma Bardac, por Léon Bonnat (1903)

A vida de Debussy corre sem grandes acontecimentos, excetuando-se o escândalo doméstico do seu divórcio e a tumultuada estreia de Pelléas et Mélisande, em 1902.
Em 1909, Debussy soube que sofria de câncer.
A maior parte de sua obra tardia constitui-se de música de câmara, incluindo três sonatas para violoncelo, para violino e para flauta, viola e harpa. Com o organismo solapado pelo câncer, Debussy continuou trabalhando. A eclosão da Primeira Guerra Mundial, em 1914, roubou-lhe todo o interesse pela música. Após um ano de silêncio, ele percebeu que tinha de contribuir para a luta da única maneira que podia, "criando com o melhor de minha capacidade um pouco daquela beleza que o inimigo está atacando com tanta fúria." Uma de suas últimas cartas fala de sua "vida de espera - a minha existência sala de espera, eu poderia chamá-la - porque sou um pobre viajante esperando por um trem que não virá." Seu último trabalho, a Sonata para Violino e Piano L 140, foi executado em maio de 1917, com ele ao piano. Ele tocou essa mesma peça em setembro, em Saint-Jean-de-Luz. Foi a última vez que tocou em público.

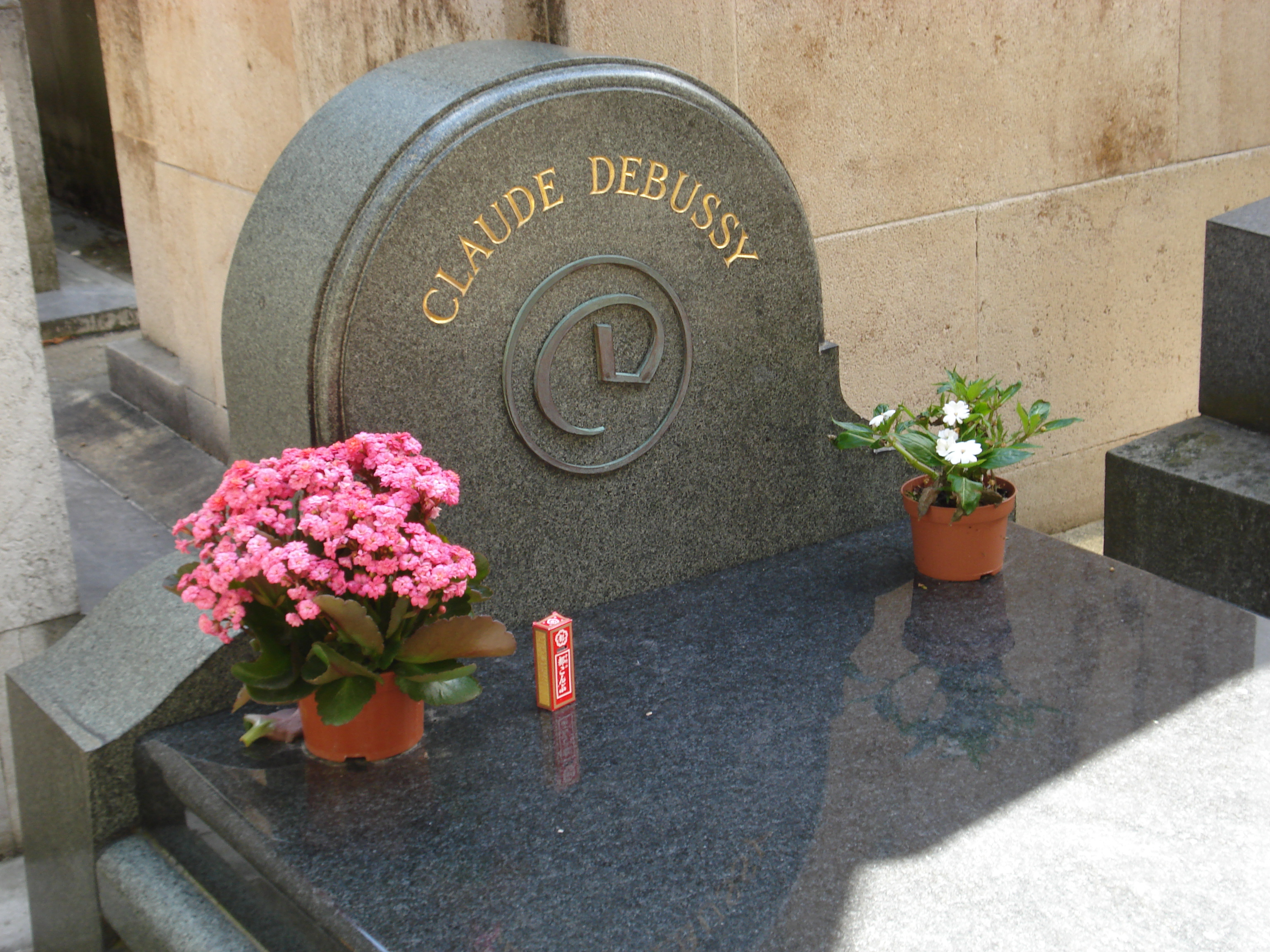
Sepultura de Debussy

Debussy morreu em 25 de março de 1918, durante o bombardeio de Paris, durante a última ofensiva alemã da Primeira Guerra Mundial. Encontra-se sepultado no Cemitério de Passy, em Paris. Pouco tempo depois, em 14 de julho de 1919, também morreria sua filha, Chouchou, de difteria. Ela foi sepultada no túmulo de seu pai, em Passy.

## Obra
À exceção de algumas peças mais conhecidas, Debussy deixou obra pouco acessível, pelo caráter inovador. Para o grande público seu nome está ligado aos sketches sinfônicos de La mer (1905), ao terceiro movimento da Suite bergamasque (1809-1905), Clair de Lune, aos noturnos para orquestra e algumas peças dos Prelúdios para piano. É o Debussy impressionista, autor de uma música vaga 'que se ouve com a cabeça reclinada nas mãos', segundo Cocteau.

### Características de sua composição
Tais conceitos foram, depois, reformulados. Mas, por algum tempo, Debussy foi vítima do equívoco de ser considerado autor de uma música 'literária' e 'pictórica', por causa de suas ligações com a poesia simbolista e com o Impressionismo nas artes plásticas. Sua inovação foi, entretanto, de ordem musical, e é em termos musicais que a sua obra passou depois a ser compreendida.

#### Impressionismo
O impressionismo de Debussy residiria no caráter fluido e vago, de seus sutis joguinhos harmônicos, em que a melodia parecia dissolver-se. Mas essa fluidez era a aparência, como depois se viu. A melodia não se dissolveu propriamente, mas libertou-se dos cânones tradicionais, das repetições e das cadências rítmicas. Debussy não seguiu também as regras da harmonia clássica: deu uma importância excepcional aos acordes isolados, aos timbres, às pausas, ao contraste entre os registros. Trouxe uma nova concepção de construção musical, que se acentuou na sua última fase. Por isso foi incompreendido. O que não lhe desagradaria, pois ele mesmo propôs, certa vez, a criação de uma 'sociedade de esoterismo musical'.

### Gêneros
A obra de Debussy é bastante diversificada, do ponto de vista dos gêneros e das formas que utilizou. Não se pode dizer que tenha sido compositor essencialmente vocal ou instrumental, sinfônico ou de câmara, pois todas as suas obras, em que pese a diversidade de meios que utilizou, parecem transmitir a mesma mensagem. A abertura de um universo sonoro inteiramente novo, em que a sugestão ocupou o lugar da construção temática e definida. De modo geral, sua obra pode ser dividida em música para orquestra, música de câmara e para instrumentos solo, música para piano, canções e música coral, obras cênicas e música incidental.

#### Música orquestral
A música orquestral de Debussy é a que corresponde melhor à sua imagem de impressionista. Em 1894, o "Prelúdio à tarde de um fauno", baseado no poema de Mallarmé, causou estranheza pela 'ausência de melodia': Debussy lançou na verdade, a sugestão de um tema melódico, sem desenvolvimento. Os Noturnos (1893-1899), O mar e Imagens para orquestra (1909) pareciam confirmar a imagem do músico vago, cujas melodias não tinham contornos definidos e cuja construção harmônica parecia desarticulada: o tom poético dos títulos confirmaria a imagem de uma música 'literária'. Mas a poesia estava na música, na liberdade melódica, na pesquisa dos timbres, numa nova construção harmônica. O efeito disso era uma nova e estranha sonoridade.

#### Música de câmara
A música de câmara e para instrumentos solistas é uma seção reduzida na obra de Debussy. Em 1893 compõe o Quarteto para cordas em sol menor, obra singular cuja construção difere essencialmente do quarteto clássico beethoveniano. Também as três sonatas do seu período final foram construídas segundo princípios inteiramente diversos da sonata clássica vienense, mas por outros motivos. Foram compostas no período da guerra, e Debussy, nacionalista intransigente, rejeitou os princípios da sonata clássica vienense para recuperar a forma cíclica da sonata francesa. As três sonatas (1915-1917), parte de um ciclo que ficou incompleto, para instrumentos diversos, das quais a mais importante é a Sonata para Piano e violino, são obras avançadas, com asperezas inéditas em sua música anterior. Entre as composições para instrumento solo destaca-se, em estilo semelhante, Syrinx, para flauta desacompanhada.

#### Música para piano
A música pianística é uma seção importante na obra de Debussy. São conhecidas sobretudo as coleções Suite Bergamasque (1890)], Estampas (1903), Imagens (1905-1907), Canto das crianças (1906-1908), 24 Préludes I e II (1910) e os Estudos (12) I e II (1915). Da Suite Bergamasque aos Estudos a evolução é marcante: os títulos poéticos desaparecem. Os títulos técnicos dos estudos (notas repetidas, sonoridades opostas, escalas cromáticas, etc.) apenas revelam a consciência técnica inovadora que se ocultava atrás de títulos poéticos como Jardins sob a chuva, Sinos por entre as folhagens, A catedral submersa, YA., em outros conjuntos (Estampas, Imagens, Préludes, etc.).
No último período, não só a música pianística se torna mais abstrata como também mais áspera na pesquisa de novos timbres. Finalmente, em Seis Epígrafes Antigas e Em Branco e Negro, ambos de 1915, Debussy retorna às fontes clássicas francesas, Couperin e Rameau.

#### Música vocal
Debussy começou a sua carreira compondo música vocal, persistindo no gênero até os últimos anos de criatividade. O acervo é grande, incluindo a musicalização de muitos poetas. Entre as coleções mais célebres estão os Cinco poemas de Baudelaire (1887-1889), Arietas esquecidas (1888), de Verlaine, as Canções de Bilitis (1897), de Pierre Louys, e as Três baladas de François Villon (1913). A técnica melódica de Debussy fundamenta-se na melodia dos próprios versos, mas, nas baladas de Villon, nota-se a evolução para um severo despojamento.

#### Ópera e balé
Em 1902, a estreia da ópera Pelléas et Mélisande, sobre texto de Maeterlinck, causou estranheza: era quase uma antiópera, que se pretendia anti-wagneriana na sua extrema contenção de texto declamado. Nela Debussy voltou-se contra toda a tradição dramática, de Berlioz a Wagner. Anos depois, em 1911, O martírio de São Sebastião é uma obra cênica ainda mais insólita. Da mesma época é a música para balé Jeux (1912), obra de surpreendentes inovações e de grande complexidade harmônica.

## Na astronomia

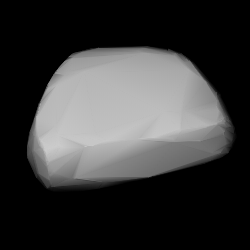
O asteroide 4492 Debussy

O asteroide 4492 recebeu o nome de Debussy, em homenagem ao compositor. O nome de Debussy também foi dado a uma cratera do planeta Mercúrio, com mais de 80 km de diâmetro. A cratera foi formada possivelmente pela colisão de um meteoro e é caracterizada por sulcos que, a partir dela, se estendem por vários quilômetros, o que seria uma metáfora da influência do músico.